# بريست (فرنسا)

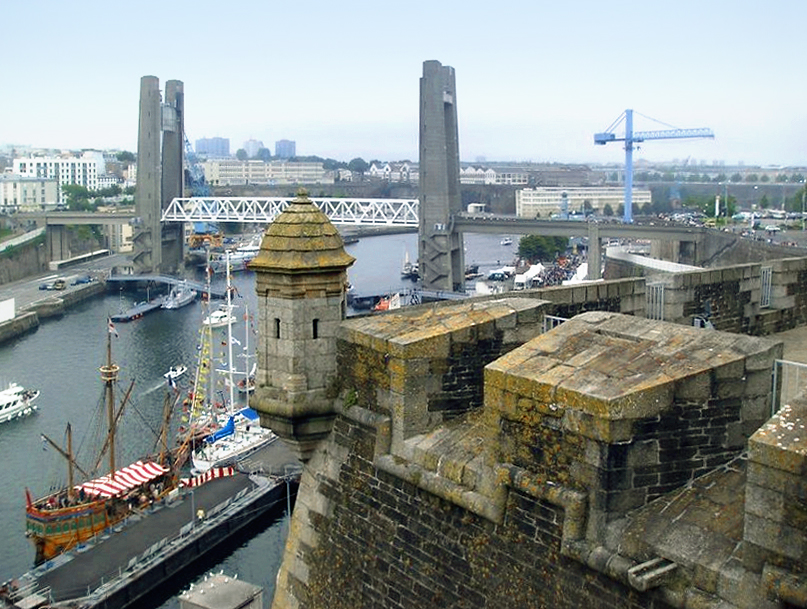
مدينة بريست

بريست هي مدينة وميناء بحري في فرنسا وتقع في أقصى غرب الأرض الفرنسية وتطل على خليج الباسك وبحر المانش. بلغ عدد سكانها 150.000 نسمة (حسب إحصائيات 2005). يعتمد اقتصاد المدينة بشكل خاص على الشحن بالسفن ونشاطات اقتصادية أخرى مستمدة من القاعدة البحرية. فضلاً على إنتاجها للكيميائيات، والملابس، والمعدات الإلكترونية، والآلات والنسيج.

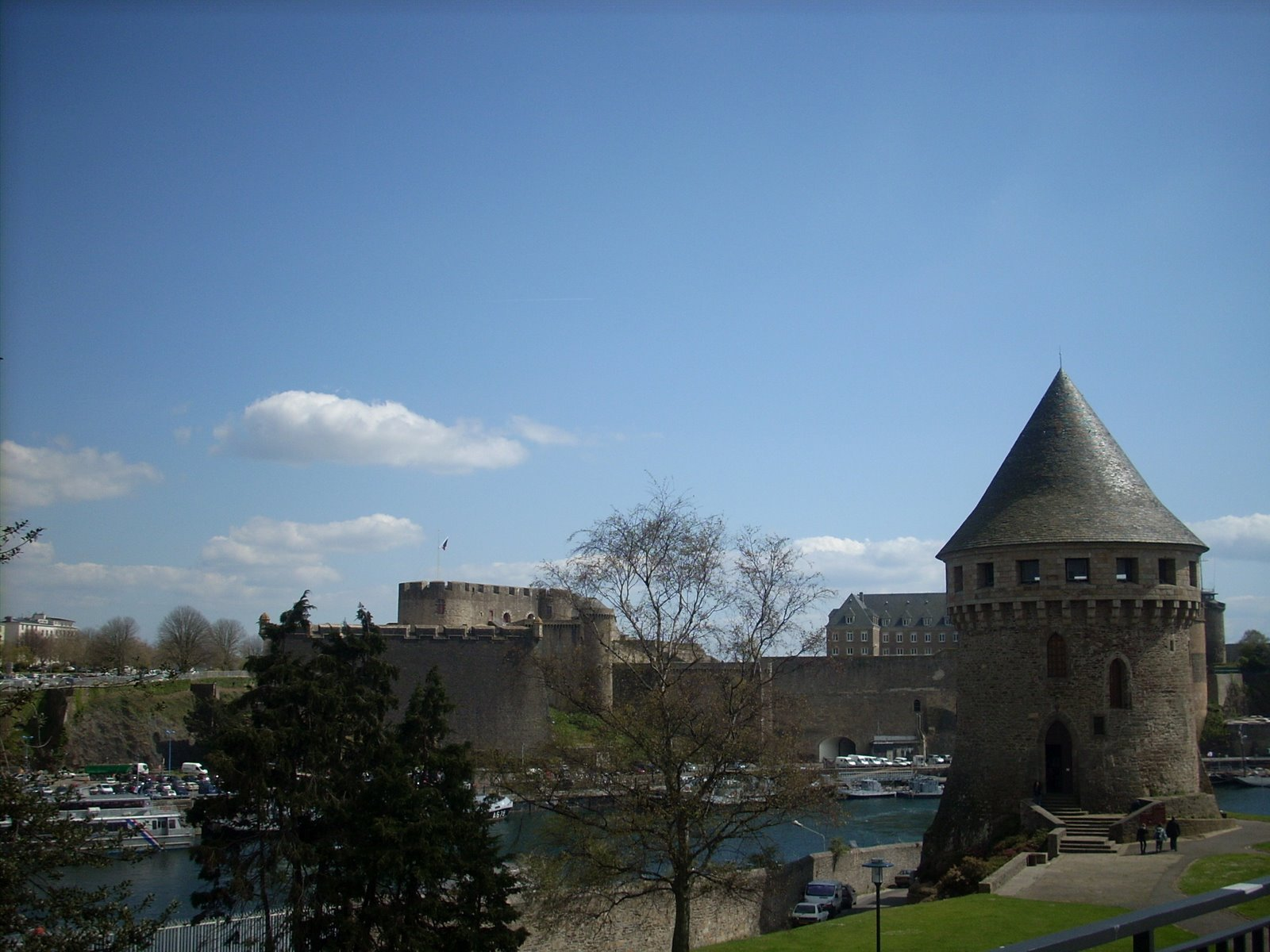
برج تانغي ومن ورائه قلعة بريست

## التاريخ
كان الكاردينال ريشيليو أول من اعتبر أهمية موقع مدينة بريست حيث أسس عام 1631 ميناءا صغيرا رصيفه من الخشب. صار هذا الميناء قاعدة للبحرية الفرنسية.

## المناخ
يظهر الجدول التالي التغييرات المناخية على مدار السنة لبريست:
| البيانات المناخية لـبريست          | البيانات المناخية لـبريست | البيانات المناخية لـبريست | البيانات المناخية لـبريست | البيانات المناخية لـبريست | البيانات المناخية لـبريست | البيانات المناخية لـبريست | البيانات المناخية لـبريست | البيانات المناخية لـبريست | البيانات المناخية لـبريست | البيانات المناخية لـبريست | البيانات المناخية لـبريست | البيانات المناخية لـبريست | البيانات المناخية لـبريست |
| الشهر                              | يناير                     | فبراير                    | مارس                      | أبريل                     | مايو                      | يونيو                     | يوليو                     | أغسطس                     | سبتمبر                    | أكتوبر                    | نوفمبر                    | ديسمبر                    | المعدل السنوي             |
| ---------------------------------- | ------------------------- | ------------------------- | ------------------------- | ------------------------- | ------------------------- | ------------------------- | ------------------------- | ------------------------- | ------------------------- | ------------------------- | ------------------------- | ------------------------- | ------------------------- |
| الدرجة القصوى °م (°ف)              | 16.8 (62.2)               | 20.7 (69.3)               | 25.0 (77.0)               | 28.2 (82.8)               | 30.6 (87.1)               | 34.3 (93.7)               | 35.2 (95.4)               | 35.1 (95.2)               | 35.0 (95.0)               | 28.2 (82.8)               | 22.4 (72.3)               | 19.0 (66.2)               | 35.2 (95.4)               |
| متوسط درجة الحرارة الكبرى °م (°ف)  | 9.3 (48.7)                | 9.5 (49.1)                | 11.5 (52.7)               | 13.2 (55.8)               | 16.2 (61.2)               | 18.7 (65.7)               | 20.7 (69.3)               | 20.8 (69.4)               | 19.1 (66.4)               | 15.7 (60.3)               | 12.2 (54.0)               | 9.9 (49.8)                | 14.8 (58.6)               |
| المتوسط اليومي °م (°ف)             | 6.9 (44.4)                | 6.8 (44.2)                | 8.4 (47.1)                | 9.6 (49.3)                | 12.6 (54.7)               | 15.0 (59.0)               | 16.9 (62.4)               | 17.0 (62.6)               | 15.4 (59.7)               | 12.7 (54.9)               | 9.5 (49.1)                | 7.3 (45.1)                | 11.5 (52.7)               |
| متوسط درجة الحرارة الصغرى °م (°ف)  | 4.4 (39.9)                | 4.1 (39.4)                | 5.4 (41.7)                | 6.1 (43.0)                | 8.9 (48.0)                | 11.2 (52.2)               | 13.2 (55.8)               | 13.2 (55.8)               | 11.6 (52.9)               | 9.6 (49.3)                | 6.7 (44.1)                | 4.8 (40.6)                | 8.3 (46.9)                |
| أدنى درجة حرارة °م (°ف)            | −14.0 (6.8)               | −13.4 (7.9)               | −4.9 (23.2)               | −3.0 (26.6)               | −0.2 (31.6)               | 3.8 (38.8)                | 6.0 (42.8)                | 6.0 (42.8)                | 3.3 (37.9)                | −1.5 (29.3)               | −6.6 (20.1)               | −10.1 (13.8)              | −14.0 (6.8)               |
| الهطول مم (إنش)                    | 143.8 (5.66)              | 111.7 (4.40)              | 95.8 (3.77)               | 92.1 (3.63)               | 79.0 (3.11)               | 59.8 (2.35)               | 66.8 (2.63)               | 66.8 (2.63)               | 83.3 (3.28)               | 129.0 (5.08)              | 134.1 (5.28)              | 147.8 (5.82)              | 1٬210 (47.64)             |
| متوسط أيام هطول الأمطار (≥ 1.0 mm) | 17.7                      | 14.0                      | 14.5                      | 13.0                      | 11.3                      | 8.6                       | 10.4                      | 9.6                       | 10.1                      | 15.7                      | 16.9                      | 17.2                      | 159.0                     |
| متوسط الأيام المثلجة               | 1.7                       | 2.8                       | 0.7                       | 0.3                       | 0.0                       | 0.0                       | 0.0                       | 0.0                       | 0.0                       | 0.0                       | 0.5                       | 1.3                       | 7.3                       |
| ساعات سطوع الشمس الشهرية           | 61.4                      | 77.4                      | 118.7                     | 156.3                     | 179.8                     | 190.6                     | 169.4                     | 172.9                     | 160.2                     | 107.7                     | 70.7                      | 64.8                      | 1٬529٫8                   |
| المصدر: Meteo France               |                           |                           |                           |                           |                           |                           |                           |                           |                           |                           |                           |                           |                           |

## توأمة
لبريست (فرنسا) اتفاقيات توأمة مع كل من:
- دنفر (1959 - )[23]
- بليموث (1963 - )[24]
- كيل (1964 - )[25]
- تارانتو (1964 - )[26]
- يوكوسوكا (1970 - )[27]
- Dún Laoghaire [الإنجليزية]‏ منذ (1984 - )[28]
- قادس (1986 - )[29]
- Saponé, Burkina Faso [الإنجليزية]‏ منذ (1989 - )[30]
- كونستانتسا (1993 - )[31]
- تشينغداو
- هوبارت
- حلب
- سوجو
- برست
- بجاية (1995 - )[32]

## معرض صور

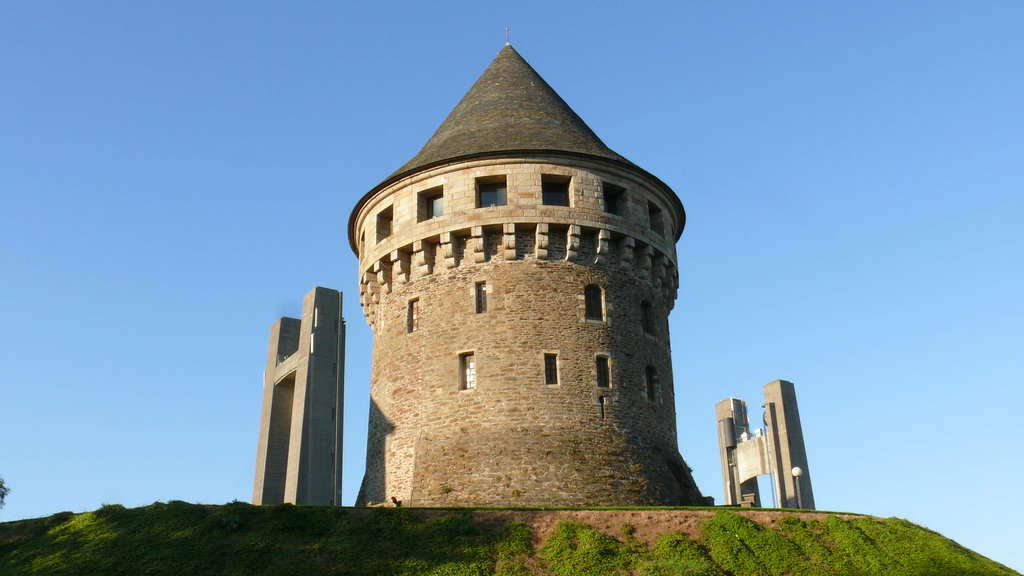
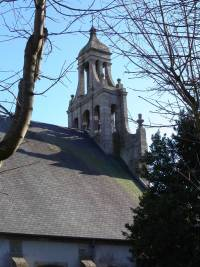
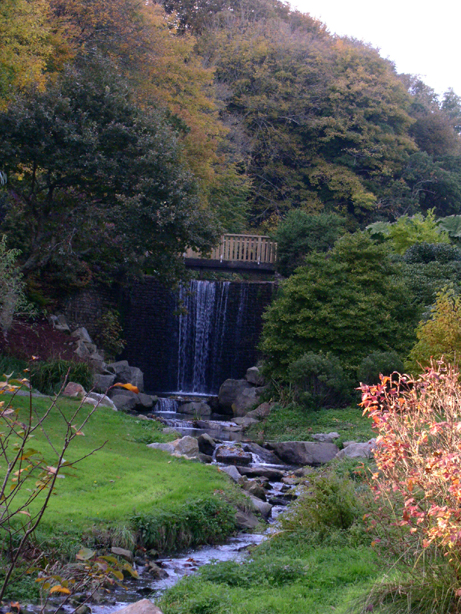
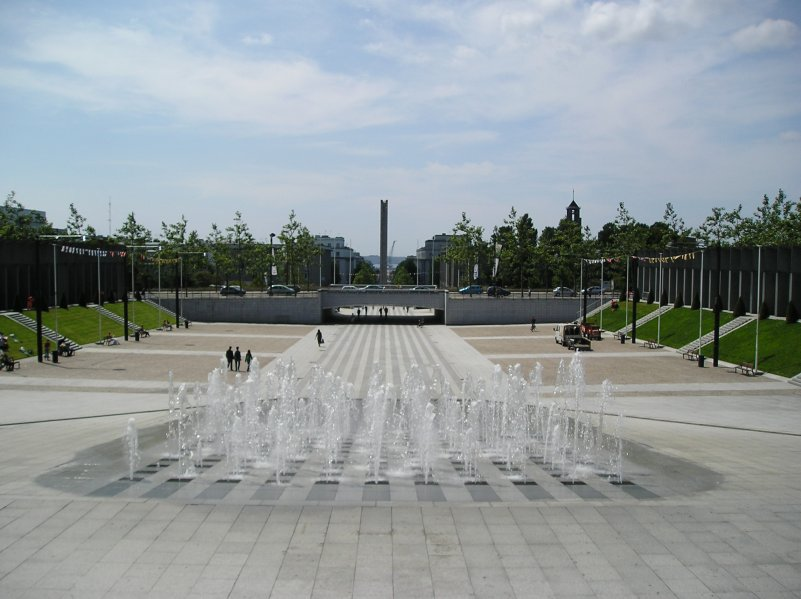
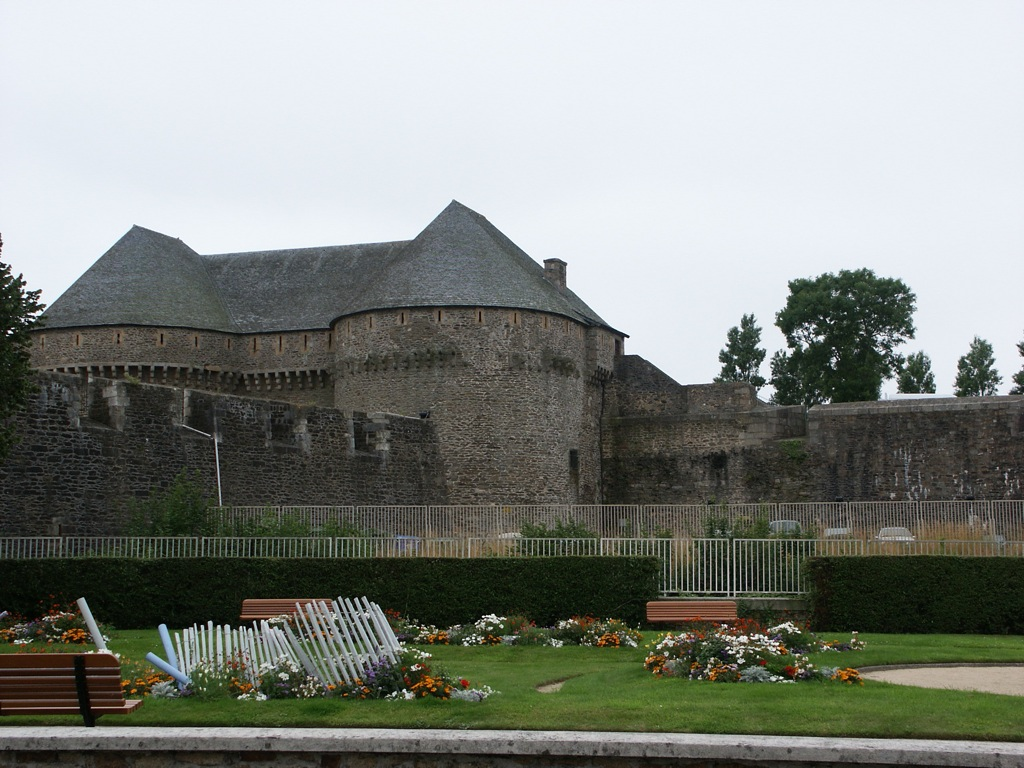

## أعلام
- قاي سيمون
- لويس هياسنت بوافن
- ألان روب جرييه
- يان تيرسن
- غونزالو هيغواين